# アオメクイナ
アオメクイナ（Gymnocrex rosenbergii）は、ツル目クイナ科に分類される鳥類。

## 分布
インドネシア（スラウェシ島北部および中北部、ベレン島）固有種

## 形態
全長30センチメートル。頭部の羽衣は暗褐色、頭頂は灰黒色。腰、下面の羽衣、尾羽は灰黒色や黒褐色。背の羽衣や翼は赤褐色。
虹彩は赤や赤褐色。眼の周囲から眼後部にかけて羽毛がなくコバルトブルーの皮膚が裸出し、眼の周囲の皮膚は赤い。上嘴は黄褐色、下嘴は黄色。後肢は灰褐色や黒褐色。

## 生態
低地から丘陵にある原生林や二次林、藪地、休耕田などに生息し、乾燥した地域では下生えにトウやタケ、若木などが密生した環境を好む。短距離しか飛翔することができない。危険を感じると走行し水中へ逃げ込む。
食性は動物食で、昆虫、陸棲の貝類を食べると考えられている。

## 人間との関係
生息地では食用とされることもある。
開発による生息地の破壊、および森林の変化などによる生息数の減少が懸念されている。